# Сампсоніївський собор
 Сампсоніївський собор — діючий православний собор в Петербурзі (спершу — церква Святого Сампсонія Прочанолюбця). Водночас входить до складу так званого Музею чотирьох соборів міста. Побудований у суміші стилів через довгий термін добудов і реконструкцій у XVIII—XIX століттях.

## Історія побудови
На згадку про перемогу над шведської армією в Полтавській баталії 1709 року цар Петро I наказав закласти церкву Сампсонія у 1710 році. Патроном церкви обрали Сампсонія, на день шанування якого припали головні події баталії, досить вигідної для царя.
Брак будівельних матеріалів спонукав використати дерево. Первісна церква була невелика, дерев'яна, з двосхилим дахом і невеличкою банею.

## Зруйнований цвинтар
Виборзька сторона на той час була передмістям Петербурга з полями й луками. Віддаленість від центру і близькість до Морського шпиталю обумовили появу тут заміського цвинтаря. Серед поховань — наказний гетьман Павло Полуботок, що помер в ув'язненні у Петербурзі, страчені у 1740 році архітектор П. Єропкін, дипломат Артемій Волинський, супротивники так званої «біроновщини». Ймовірно, саме тут був похований і відсторонений від будівництва архітектор Бартоломео Растреллі. За часів СРСР цвинтар зруйновано повністю.

## Перебудови і добудови

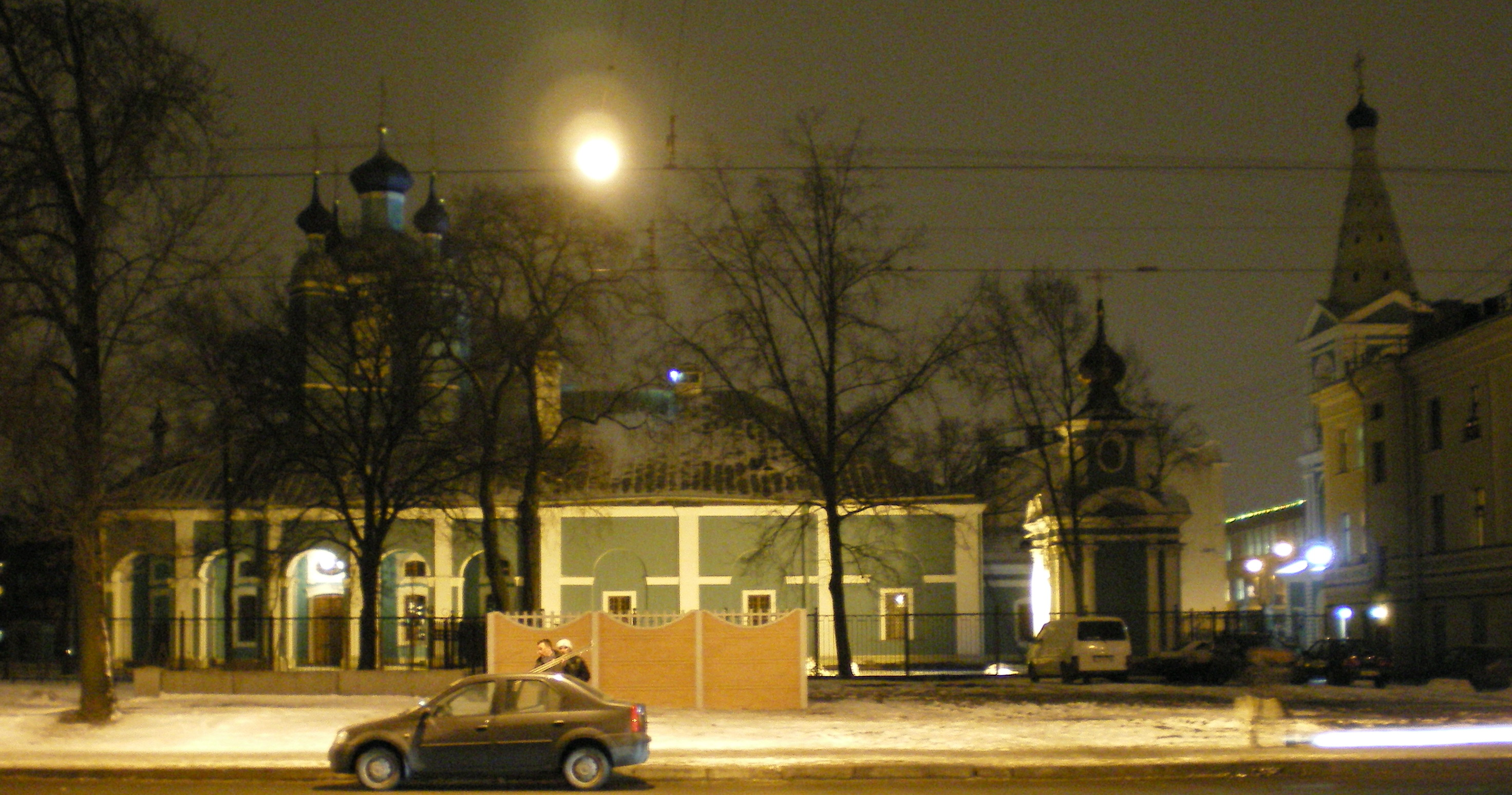

Дерев'яна церква швидко зіпсувалася в вологому кліматі Петербурга. І вже у 1728 році її перебудували в цеглі за проєктом архітектора П'єтро Антоніо Трезіні. Невеликі кошти і розташування в передмісті спонукали архітектора до досить скромного проекту, маловиразного як ззовні, так і з середини. У 1761 році(вже після смерті Трезіні) над головною частиною церкви розмістили гранчасту баню, по діагоналях якої щільно приліплені малі барабани чотирьох куполів. Вони і залишилися нетиповою для міста і головною об'ємною домінантою церкви.
Сучасна будівля цегляна, тинькована, пофарбована в контрастні біло — зелені кольори, її вибудували по типу невеликої базиліки. Як собор і музей використовується з 2000 року. Висота до карнизу храму 8,2 м, хрест головного купола сягає на 35 м, довжина храму 48 м. Західний портал прикрашено фронтоном з горельєфом — янголи з трубами Страшного Суду (малюнок Миколи Лансере, скульптор Гейдліх).

## У XX столітті

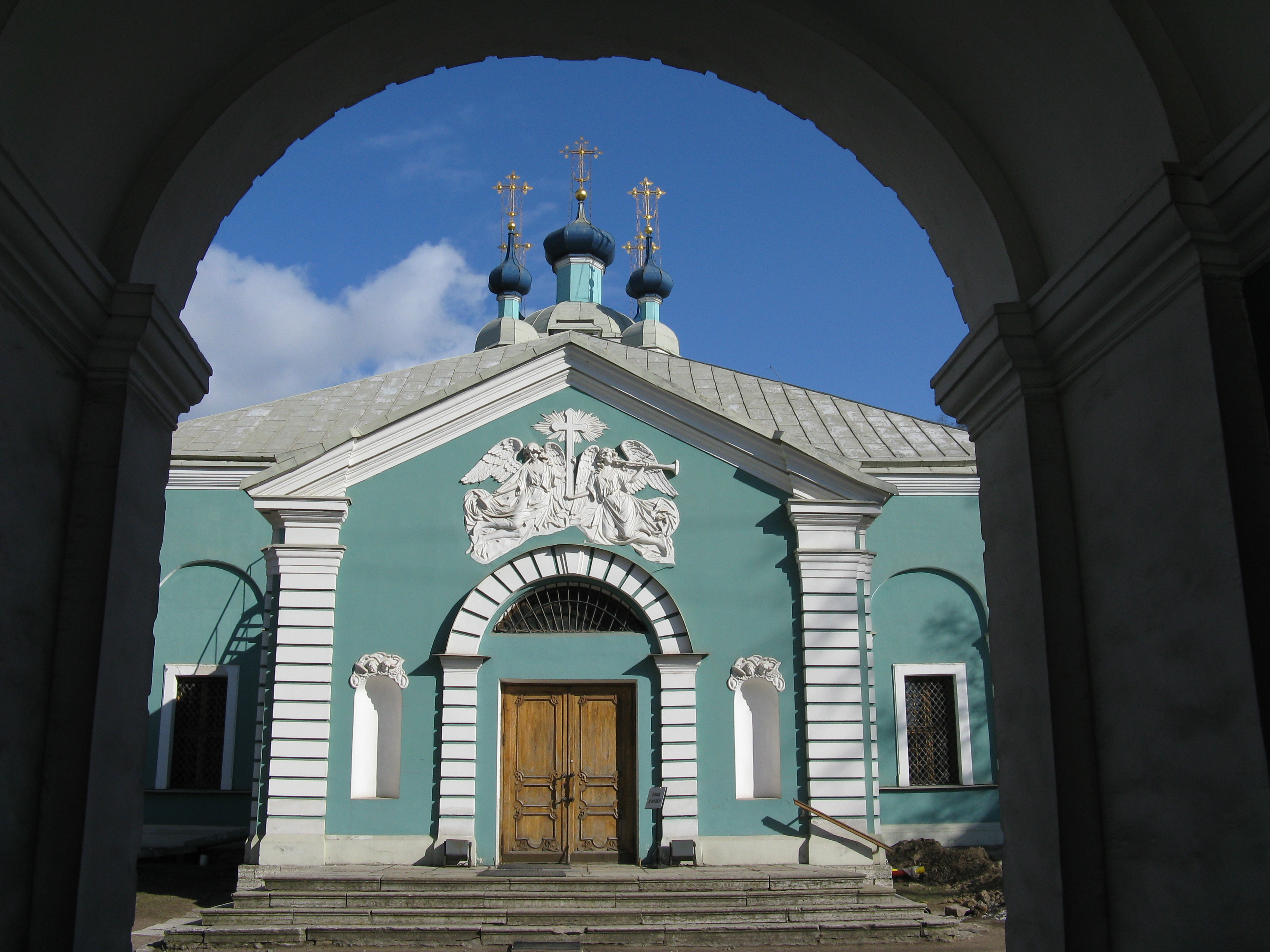
Вхід до собору

Лише у 1909 році, до 200-річного ювілею Полтавської баталії, невелика церква Святого Сампсонія Прочанолюбця отримала статус собору.
У 1984 році Сампсоніївский собор, пошкоджений в роки війни та блокади Ленінграда, передано до складу Державного музею-пам'ятки «Ісаакіївський собор». З травня 2002 року в Сампсоніївському соборі дозволена служба Божа.
Сампсоніївский собор — один із храмів міста, якому повернули ікони, створені богомазами XVIII століття, серед яких:
- А. Квашнін,
- А. Поспєлов,
- Т. Баженов.

Іконостас датують 1720—1760 роками, але серед храмових ікон є зразки як 17 століття, так і початку XX ст. доби царату. Іконостас дерев'яний, виконаний з деревини сосни та липи, завширшки — 13,6 м, найвища середня частина від підлоги — 11,2 м.
Собор залишається і церковною спорудою, і музейним закладом. Музейна частина оновлена і відкрита для відвідин у 2010 році (архітектурна модель першої споруди, фотофіксації фасадів собору та його інтер'єрів, копії проєктів архітектора Аплаксіна тощо).
Відновленню храмового інтер'єру сприяли документи та альбом архітектора Аплаксіна Андрія Петровича. Він займався реставрацією собору, зберіг замальовки, яким був храм до реставрації, після реставрації і зробив низку фотофіксацій. Серед повернутих пам'яток — ікона «Миколай Чудотворець». Маленька ікона розміщена на панелі з мальованими 32-ма сценами житія святого в золоченій бароковій рамі, принагідній швидше для палацового, ніж храмового оточення.
У храм повернуто і випадково збережене Євангеліє Сампсоніївського собору. Воно створене в друкарні Києво-Печерського монастиря і датоване 1703 роком (тобто, воно старіше за сам собор).

## Дзвіниця і каплиця

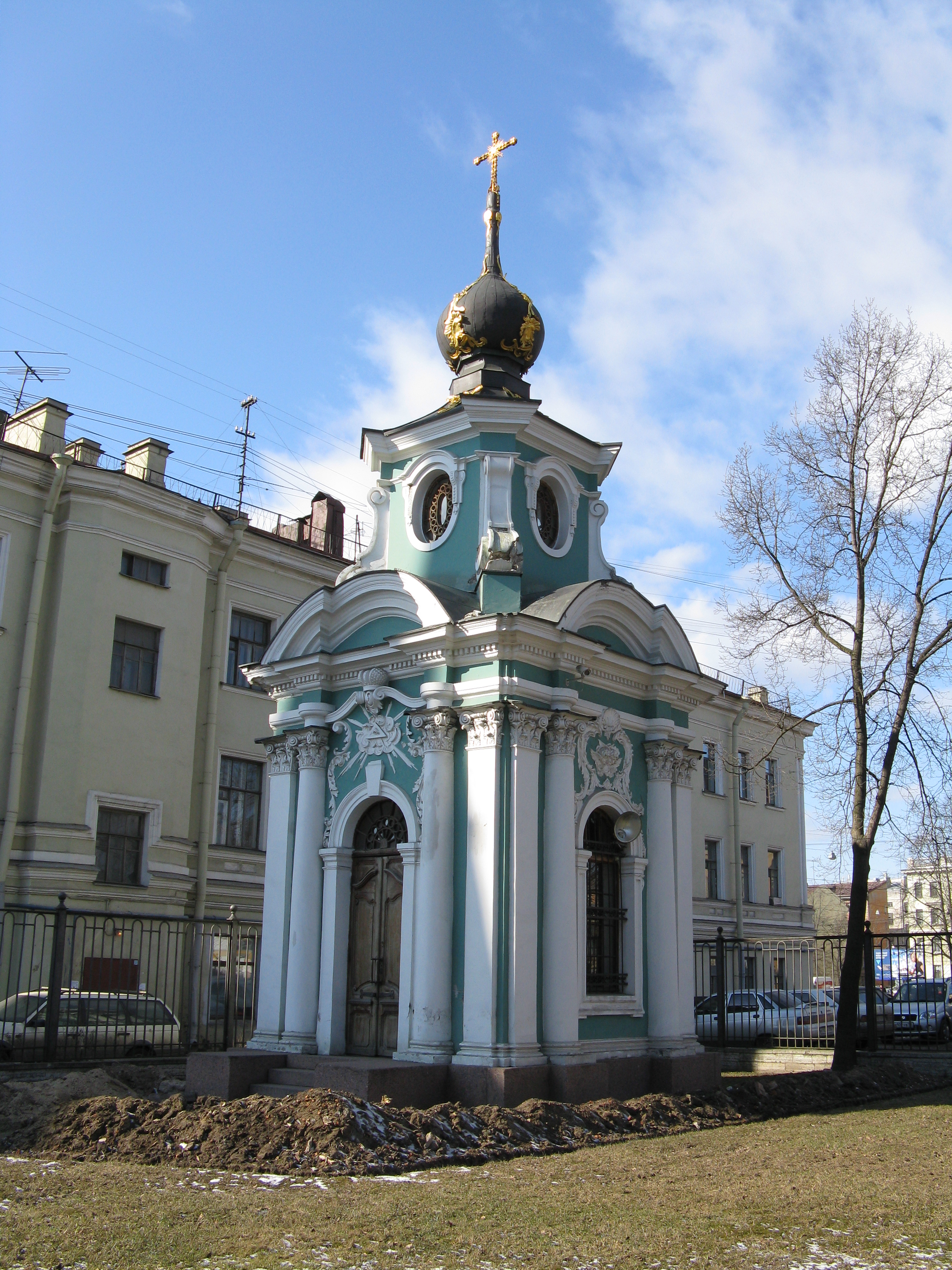
Каплиця Сампсоніївського собору, 1909 рік, необароко.

Церква довго не мала високої дзвіниці. Сучасна дзвіниця — триярусна, широкий перший, два яруси чотирикутні і дах-шатро. Збережені відомості, що дзвіницю будували з перервами три різні архітектори у різних стилях -
- перший ярус з бічними прибудовами (бароко початку XVIII століття),
- другий — прикрашений нішами-арками без вікон
- третій (класицизм 2-ї половини XVIII століття), декор — трикутні фронтони та пілястри тосканського ордеру,
- дах-шатро (кам'яна копія за зразками московських храмів XVI—XVII століття).

Незважаючи на різностильність добудов дзвіниця храму стала виразною спорудою як самого храму, так і прилеглого маловиразного житлового масиву. На третьому ярусі зберігся дзвін 18 століття. За комуністичного режиму інші дзвони забрані у 1933 році, храм ліквідовано, а споруду віддано під магазин готового одягу.
Цікавою будівлею серед споруд соборного комплексу є каплиця, побудована у 1909 році за проектом архітектора Андрія Аплаксіна. За зразок для каплиці архітектор обрав стилістику архітектури Вартоломея Растреллі, що стала найвиразнішим об'єктом споруд храму. Каплиця одноповерхова, портал і вікна облямовані колонами, кути — пілястрами з заокругленими лучковими фронтонами. Дах утворюють баня з вікнами — люкарнами та маківка з хрестом.
На місті зруйнованого цвинтаря — сквер, шосе і сучасна станція метро. Собор входить до складу так званого Музею чотирьох соборів, де також
- Ісаакіївський собор
- Смольний собор (Смольний Воскресіння Христова собор)
- Собор Спаса на Крові.

## Адреса собору
Сампсоніївський проспект, б. 41, ст. метро «Вибогзька»